# Jan Philip van Thielen
Jan Philip van Thielen (alternatieve familienamen van Thielen Rigouldts, van Thielen van Cauwenbergh, van Thielen van Couwenberghe en Van Thielen Heere Van CouwenBerche) (Mechelen, er gedoopt in de parochie Sint-Rombouts 1 april 1618 – Booischot, 1667) was een Vlaamse barokschilder die gespecialiseerd was in bloemstukken en guirlandes met bloemen. Hij werkte regelmatig samen met vooraanstaande Vlaamse en Nederlandse figuurschilders uit zijn tijd. Van Thielen was de populairste bloemenschilder in Vlaanderen en zijn opdrachtgevers waren onder andere Diego Felipez de Guzmán, de eerste Markies van Leganés en Leopold Wilhelm van Oostenrijk, de kunstminnende gouverneur van de Spaanse Nederlanden.

## Vroege leven
Van Thielen kwam uit de adel en kreeg de titel van Heer van Cauwenbergh, hij was het elfde en laatste kind van Librecht van Thielen en Anneken Rigaults (ook: Rigouldts).  In het gildejaar 1631-632 ging hij in Antwerpen in de leer bij zijn zwager, de historie- en genreschilder Theodoor Rombouts, die in 1627 met zijn zuster Anna was getrouwd.

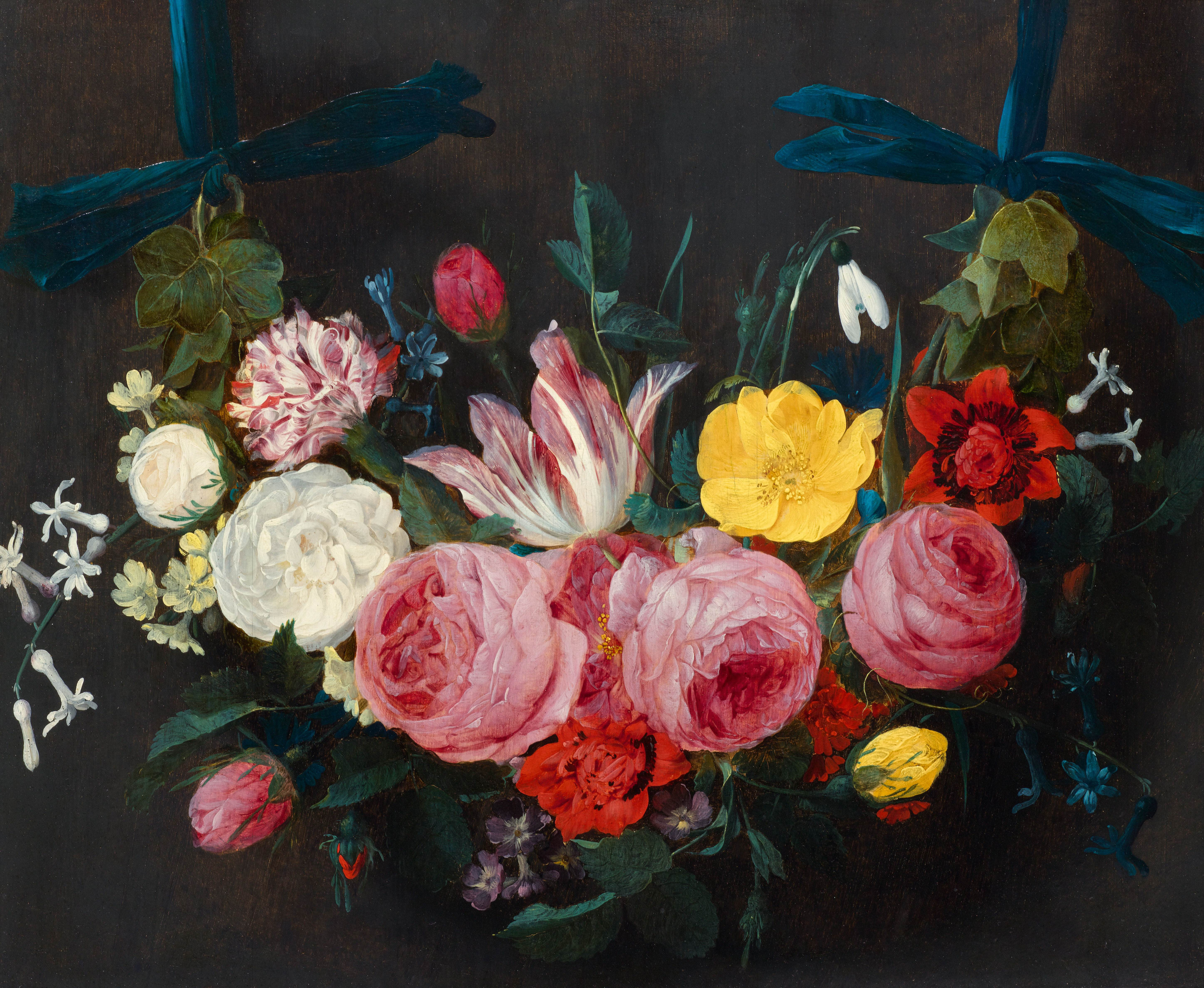
Bloemenkrans en klimop aan een blauw lint

Hij huwde omstreeks 1640 Francisca de Hemelaer. Het paar had negen kinderen die allen in de kathedraal van Antwerpen werden gedoopt. Hij was door zijn huwelijk zwager van Erasmus Quellinus II.  Erasmus Quellinus was getrouwd met de zus van Jan Philips vrouw en werd een van de belangrijkste historieschilders in Vlaanderen na de dood van Rubens en van Dyck.
In 1641 werd van Thielen de enige leerling van de vooraanstaande bloemschilder Daniel Seghers.  Van Thielen werd een meester van het Antwerpse Sint-Lucasgilde in 1642. Hij was actief in Antwerpen tot 1659. In 1660 verhuisde hij met zijn familie naar zijn geboortestad Mechelen waar hij in 1660 vrijmeester werd van het plaatselijke Sint-Lucasgilde.

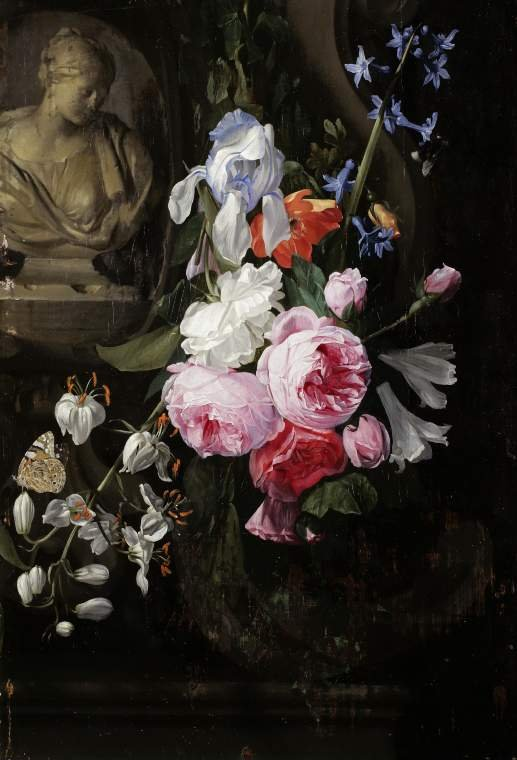
Vaas met bloemen, rond 1660

Drie van zijn dochters gingen bij hem in de leer en werden ook bloemschilders: Anna (1641-na 1662), Francisca-Catherina (1645-na 1662) en Maria Theresia Van Thielen (1640-1706). Zijn zoon Philippus van Thielen werd hofschilder in Belgrado. N. Bainville was ook een leerling van hem.

## Werk
Hij schilderde zowel guirlandes als bloemstillevens gedateerd tussen 1645 en 1667.  Hij produceerde enkele tientallen schilderijen in samenwerking met andere kunstenaars, waarbij hij de guirlandes schilderde rond de portretten of andere afbeeldingen die de andere kunstenaars hadden geschilderd.  Dit was een gangbare manier van werken in die tijd waar veel kunstenaars gespecialiseerd waren in een bepaald aspect of genre van de schilderkunst.  Zijn medewerkers waren onder meer zijn zwager Erasmus Quellinus II, Frans Francken (II), Cornelis Schut en Cornelis van Poelenburch. Zijn stijl was minder spontaan dan die van Seghers en hij schilderde elke bloem individueel staande in plaats van ze te laten opgaan in het geheel.
Zijn schilderijen zijn over het algemeen gesigneerd: met I. P. Van Thielen. Rigouldts (naar zijn moeder) in de jaren 1640, I. P. Van Thielen na 1650, en I. P. Van Thielen Heere Van CouwenBerche op latere werken in de jaren 1660 nadat hij de titel Heer van Couwenberg had aangenomen.

## Voetnoten
1. ↑  J.J.P.P., Jan Philip van Thielen in het Prado}
2. 1 2  Frans Jozef Peter Van den Branden, Geschiedenis der Antwerpsche schilderschool, Antwerpen, 1883, p. 1132–1133
3. 1 2 3  Biografische gegevens bij het RKD-Nederlands Instituut voor Kunstgeschiedenis
4. ↑  Erasmus Quellinus, in de voetsporen van Rubens, tentoonstellingscatalogus, Musée de Flandre, 2014
5. ↑  Philippus van Thielen Ecartico. Url geraadpleegd op 16 september 2024
6. 1 2  Jean-Pierre de Bruyn. "Thielen, Jan Philips van." Grove Art Online. Oxford Art Online. Oxford University Press. Web. 25 Nov. 2013

- Biografisch Portaal: 01895696
- Gemeinsame Normdatei: 13861752X
- International Standard Name Identifier: 0000 0000 6690 3852
- Library of Congress Control Number: no2018128290
- RKD-Nederlands Instituut voor Kunstgeschiedenis: 77057
- Union List of Artist Names: 500001866
- Virtual International Authority File: 90889309
- WorldCat: E39PCjwcm3j7TrvvwjYmg7fCkP